# Yell Sound
Yell Sound är ett sund mellan Shetlandsöarnas huvudö Mainland och ön Yell, den näst största av Shetlandsöarna. Sundet utgör gränsen mellan Mainland och Nordöarna. En färjelinje går över sundet mellan byarna Toft på Mainland och Ulsta på Yell.
I Orkneyinga saga omnämns Yell Sound som Alasund.

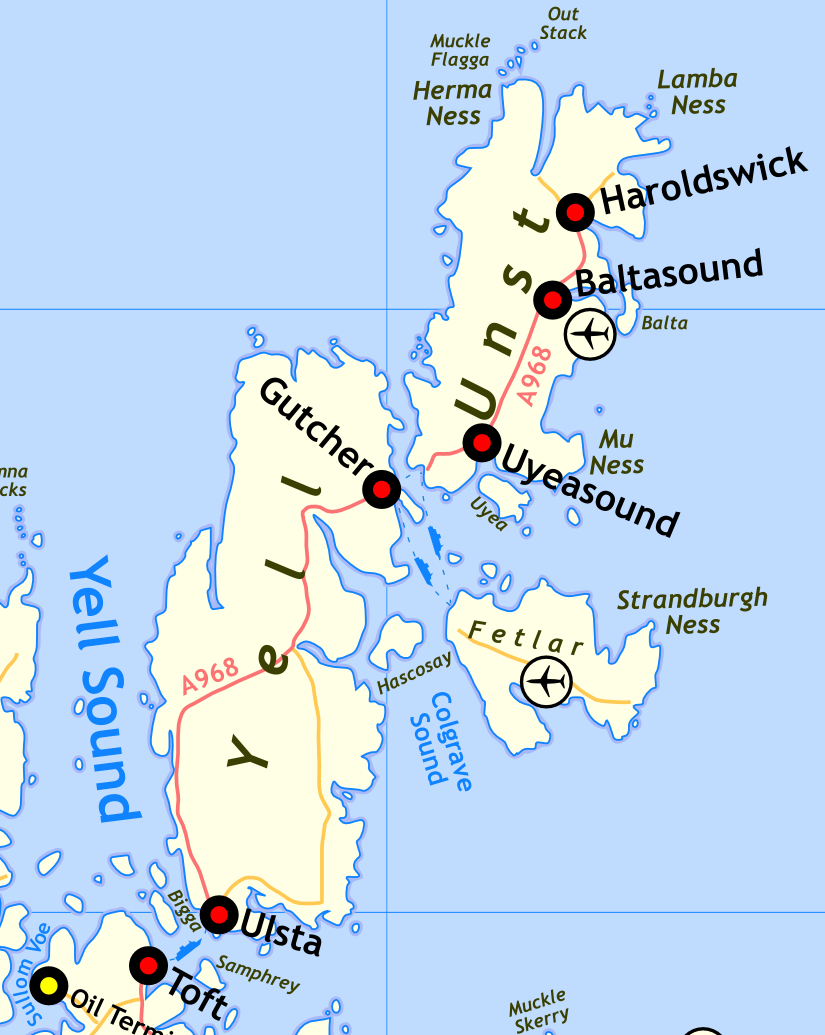
Karta med Yell Sound utmärk. Färjelinjen mellan Toft och Ulsta utmärkt i blått.

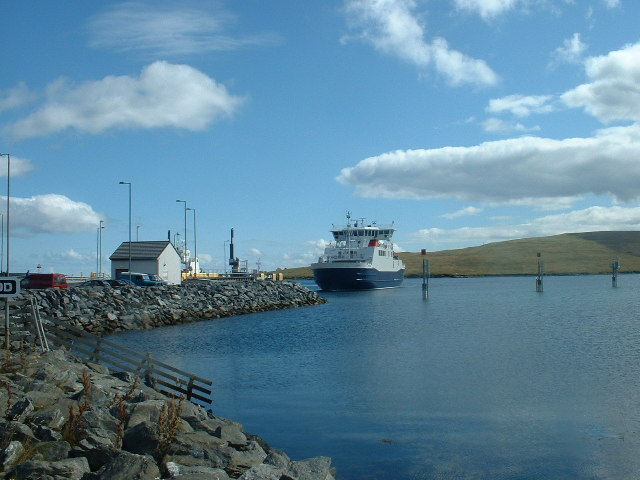
Färjepiren i Toft

.